# Konstnärsgillet i Finland

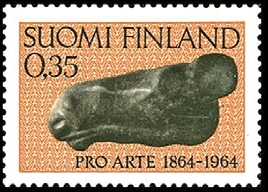
Älghuvud från Vittis, täljstensfigurin från neolitisk tid (6.000-7.000 f.Kr.) på ett finländskt frimärke, vilket utgavs 1964 för att uppmärksamma Konstnärsgillets i Finland hundraårsjubileum

Konstnärsgillet i Finland (finska: Suomen Taiteilijaseura) är en finländsk riksomfattande konstnärsorganisation, som grundades 1864. Totalt har föreningen omkring 3.000 direkta och indirekta medlemmar.
Konstnärsgillets förste ordförande, under 25 års tid, var Zachris Topelius. Till en början var Konstnärsgillet i Finland en förening som innefattade direktmedlemmar från alla konster. Enligt stadgarna från 1974 fanns loger för arkitekter, målare, skulptörer, författare, skådespelare och musikutövare.  Efter hand bildades dock separata organisationer för olika konstfält. Konstnärsgillet utvecklades därmed till en sammanslutning av konstnärer inom bildkonsten. År 1952 omvandlades Konstnärsgillet till en nationell centralorganisation, som idag omfattar bland andra Finlands bildkonstorganisationers förbund, Finska bildhuggarförbundet, Målarförbundet, Finlands konstgrafiker och Förbundet för fotografiska konstnärer.
Konstnärsgillet i Finland organiserar utställningar i Finland och utomlands. Föreningen tog på 1920-talet initiativ till byggandet av Helsingfors konsthall. Den driver förlaget Kustannus Oy Taide och publicerar konsttidskriften Taide-lehti.